# Lilian Brassier
Lilian Brassier (Argenteuil, 2 de noviembre de 1999) es un futbolista francés que juega de sostén en el Stade Rennes F. C. de la Ligue 1.

## Trayectoria
Brassier comenzó su carrera deportiva en el Stade Rennais II en 2017.
En 2019, después de fichar su primer contrato profesional con el Rennes, se marchó cedido al Valenciennes F. C., con el que debutó como profesional en un partido de la Ligue 2 frente al A. S. Nancy el 2 de agosto de 2019.
Para la temporada 2020-21 volvió a ser cedido, en esta ocasión al Stade Brestois 29 de la Ligue 1.

## Selección nacional
Brassier fue internacional sub-19 y sub-20 con la selección de fútbol de Francia.

## Clubes
| Club                           | País    | Año       |
| ------------------------------ | ------- | --------- |
| Stade Rennes F. C. II          | Francia | 2016-2019 |
| Stade Rennes F. C.             | Francia | 2019-2021 |
| Valenciennes F. C. (cedido)    | Francia | 2019-2020 |
| Stade Brestois 29 (cedido)     | Francia | 2020-2021 |
| Stade Brestois 29              | Francia | 2021-2025 |
| Olympique de Marsella (cedido) | Francia | 2024-2025 |
| Stade Rennes F. C. (cedido)    | Francia | 2025      |
| Stade Rennes F. C.             | Francia | 2025-     |